# Medlovice
Medlovice (deutsch Medlowitz) ist eine Gemeinde in Tschechien. Sie liegt vier Kilometer südlich von Ivanovice na Hané und gehört zum Okres Vyškov.

## Geographie
Medlovice befindet sich in den nördlichen Ausläufern der Litenčické vrchy am Übergang in die Hanna. Das Straßendorf erstreckt sich in der Talmulde des Baches Medlovický potok. Gegen Norden fließt die Haná. Rechtsseitig des Flusses verläuft die Autobahn D 1, die nächste Abfahrt 236 Ivanovice na Hané liegt zwei Kilometer nördlich des Dorfes. Südwestlich erhebt sich die Lysá hora (361 m).
Nachbarorte sind Ivanovice na Hané im Norden, Těšice und Tištín im Nordosten, Švábenice im Osten, Pačlavice, Zdravá Voda, Lhota und Boří za Zdravou Vodou im Südosten, Moravské Málkovice im Süden, Boškůvky im Südwesten, Rybníček und Trpinka im Westen sowie Hoštice-Heroltice im Nordwesten.

## Geschichte

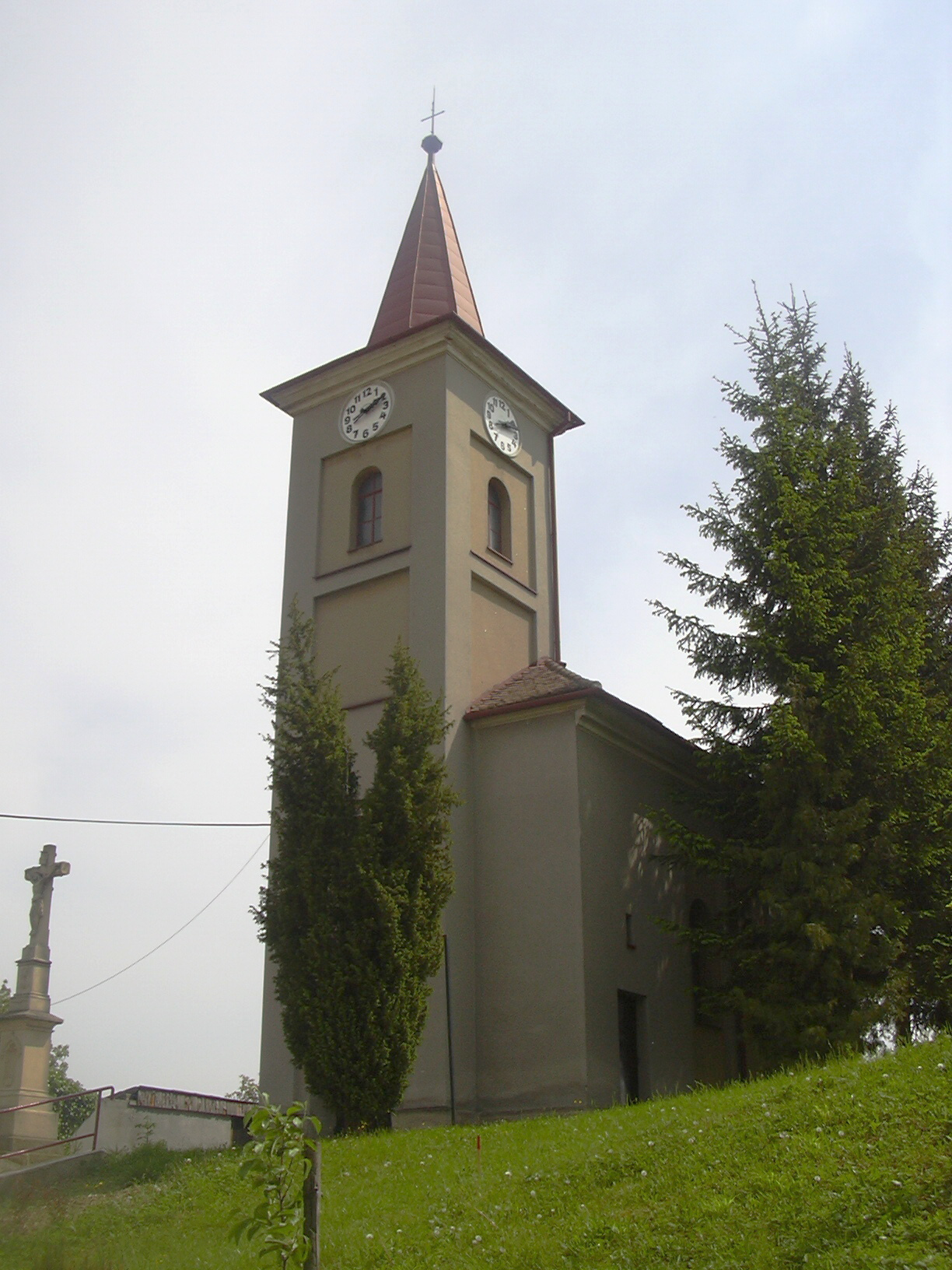
Kapelle des hl. Franziskus von Assisi

Die erste schriftliche Erwähnung des zur Herrschaft Ivanovice na Hané gehörigen Dorfes erfolgte im Jahre 1490, als der Großmeister des Johanniterordens, Johann von Schwanberg, die wüste Burg Orlov mit dem Städtchen Eiwanowitz und den Dörfern Orlovice, Hoštice, Medlovice und Málkovice sowie den Höfen Málkovice und Janov dem Bistum Varaždin einverleibte. Im Jahre 1445 erwarb der Brünner Patrizier Michal Kunigsfelder die Güter der Johanniter. Gepfarrt war Medlovice ursprünglich nach Hoštice, nach dem Erlöschen der dortigen Pfarre wurde das Dorf 1624 nach Eiwanowitz umgepfarrt. Nach dem im Zuge der Josephischen Reformen angeordneten Bau von Kapellen in allen Dörfern entstand zwischen 1781 und 1782 am nördlichen Ortrand bei der Straße nach Eiwanowitz die erste Dorfkapelle, die dem hl. Franz Seraph geweiht war. Am 11. September 1783 erfolgte auf Beschluss des erzbischöflichen Konsistoriums eine erneute Umpfarrung von Medlovice nach Schwabenitz. Die Führung von Grundbüchern begann im Jahre 1800. Im Jahre 1834 lebten in 64 Häusern des Dorfes 354 Personen. Bis zur Mitte des 19. Jahrhunderts blieb Medlovice immer nach Eiwanitz untertänig.
Nach der Aufhebung der Patrimonialherrschaften bildete Medlovice ab 1850 eine Gemeinde in der Bezirkshauptmannschaft Wischau. 1871 entstand in Medlivice ein Friedhof, zuvor erfolgten die Begräbnisse in Hoštice. Der morastige Standort der Kapelle verursachte ständige Instandsetzungsarbeiten, so dass zum Ende des 19. Jahrhunderts deren Abbruch erfolgte. Die neue Kapelle wurde zwischen 1898 und 1899 an einem geeigneteren Platz westlich über dem Dorf errichtet. Der Friedhof unweit des Teiches Rybník wurde im Jahre 1908 vergrößert.
Im Jahre 1910 hatte Medlovice 397 Einwohner. 1930 bestand die Gemeinde Medlivice aus 94 Häusern und hatte 371 Einwohner, die sämtlich der tschechischen Volksgruppe angehörten. Im Jahre 1964 wurde Medlovice mit Rybníček zur Gemeinde Medlovice-Rybníček vereinigt. 1976 erfolgte eine Umgestaltung des Friedhofes und 1981 wurde ein Urnenhain angelegt. Die Gemeinde Medlovice-Rybníček wurde 1986 nach Ivanovice na Hané eingemeindet. 1990 bildete Medlovice wieder eine eigene Gemeinde. Seit Dezember 1997 führt die Gemeinde ein Wappen und Banner.

## Gemeindegliederung
Für die Gemeinde Medlovice sind keine Ortsteile ausgewiesen.

## Sehenswürdigkeiten
- Kapelle des hl. Franziskus von Assisi, errichtet 1898–1899
- Naturdenkmale Nad Medlovickým potokem und Roznitál, südöstlich des Dorfes
- Erholungsgebiet Rybník um einem 0,8 ha großen Teich, angelegt 2003–2004